# Shared Source
 (septembre 2020).
Si vous disposez d'ouvrages ou d'articles de référence ou si vous connaissez des sites web de qualité traitant du thème abordé ici, merci de compléter l'article en donnant les références utiles à sa vérifiabilité et en les liant à la section « Notes et références ».
Le terme Shared Source (code source partagé) est un type de licence qui donne le droit de regarder le code source et parfois d'en distribuer des versions modifiées. Toutefois, le droit de vendre n'est pas donné et les licences Shared Source ne sont pas considérées comme des licences de logiciel libre.

## Historique
Ce terme vient de la Shared Source initiative de Microsoft. 